# Autophila maura
Autophila maura là một loài bướm đêm trong họ Erebidae.